# 德恒隆乡
德恒隆乡，是中华人民共和国青海省海东市化隆回族自治县下辖的一个乡镇级行政单位。

## 行政区划
德恒隆乡下辖以下地区：
德一村、德二村、纳加村、支乎具村、措扎村、黄吾具村、拉村、若索村、哇西村、东加村、列村、安措德一村、卡什代村、牙曲村、石乃海村、西后加村、哇加村、加家村、哇家滩村、亚曲滩村和团结村。